# 1. Brief des Petrus
| Neues Testament |
| --- |
| Evangelien |
| - Matthäus - Markus - Lukas - Johannes |
| Apostelgeschichte |
| Paulusbriefe |
| - Römer - 1. Korinther - 2. Korinther - Galater - Epheser - Philipper - Kolosser - 1. Thessalonicher - 2. Thessalonicher - 1. Timotheus - 2. Timotheus - Titus - Philemon - Hebräer |
| Katholische Briefe |
| - Jakobus - 1. Petrus - 2. Petrus - 1. Johannes - 2. Johannes - 3. Johannes - Judas                                                                                                 |
| Offenbarung |

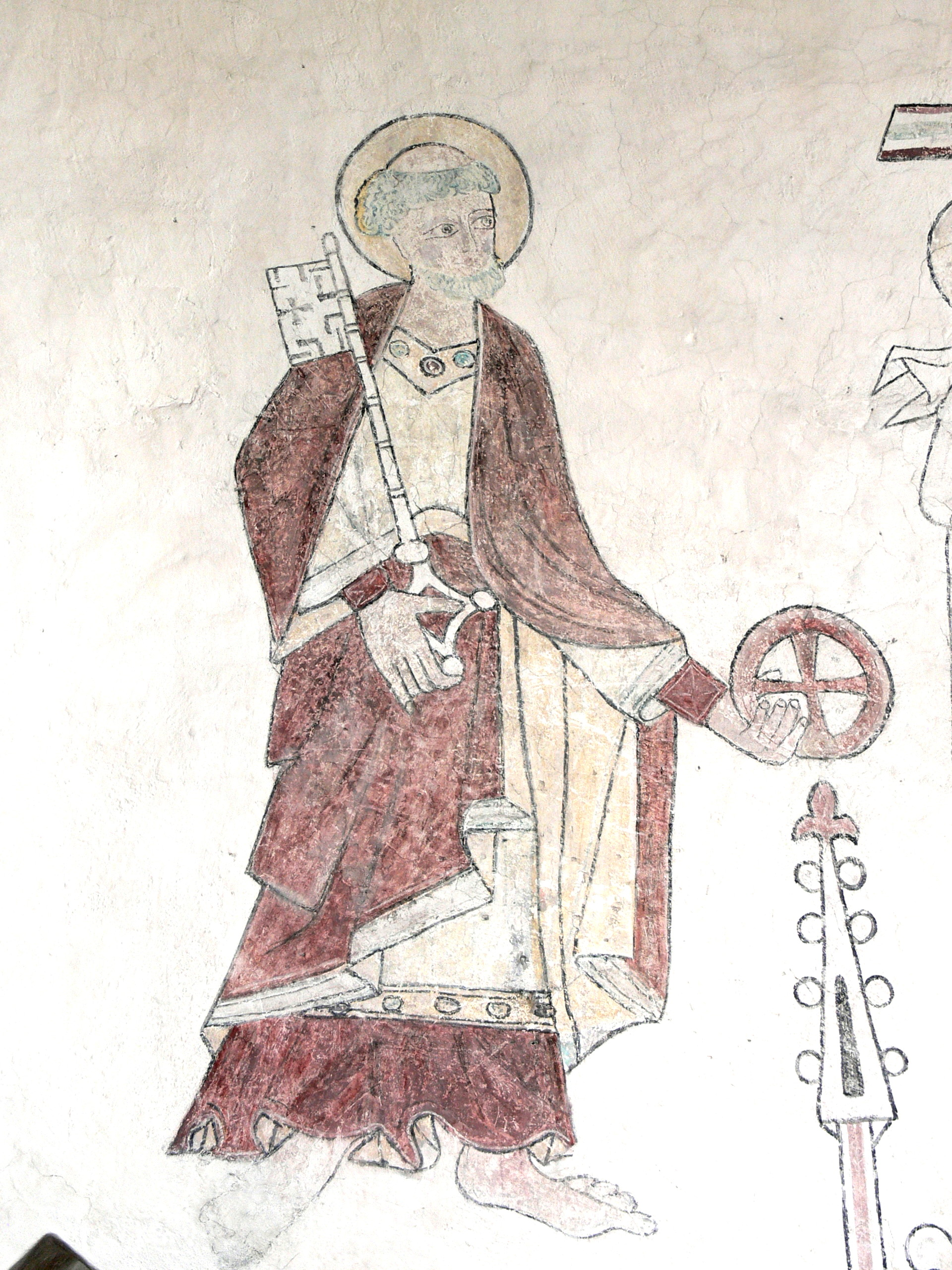
St. Petrus, Fresko, Kirche von Lärbo, Gotland, 13. Jahrhundert

Der erste Brief des Apostels Petrus ist ein Buch des Neuen Testaments.

## Verfasser
Vers 1,1  gibt den Apostel Petrus als Verfasser an. In 5,1  nennt sich der Autor „Mitältester und Zeuge der Leiden Christi“. Er schreibt den Brief „durch Silvanus“ (5,12 ) und nennt Markus seinen „Sohn“ (5,13 ).
Die Verfasserschaft von Petrus wird in der altkirchlichen Tradition bestätigt, und zwar im 2. Jahrhundert von Polykarp, Papias, Clemens von Alexandria und Irenäus, im 3. Jahrhundert von Tertullian, Origenes und Cyprian. Bei allen diesen Autoren wird der erste Petrusbrief zu den allgemein anerkannten Schriften gezählt und seine Aufnahme in den Kanon nie in Frage gestellt.

### Argumente für und gegen eine Verfasserschaft des Apostels Petrus
Die historisch-kritische Forschung bezweifelt überwiegend, dass Petrus der Verfasser war, und zwar aus folgenden Gründen:
- Pseudepigraphie war in der Antike weit verbreitet und weitgehend akzeptiert.[2] Für die Pastoralbriefe ist eine pseudepigraphische Verfasserschaft nahezu unbestritten.
- Der Stil des 1 Petr ist Koine-Griechisch; und zwar nicht nur mündliche, sondern literarische Koine, was Griechisch als Muttersprache des Autors vermuten lässt. Die Muttersprache des Fischers Petrus aus Galiläa (der in Apg 4,13 EU als ungebildet bezeichnet wird) war aber höchstwahrscheinlich Aramäisch. Auch wenn Petrus mit der damaligen „Weltsprache“ Griechisch vertraut war, ist doch bei ihm kaum eine solche schriftliche Beherrschung des Griechischen anzunehmen.[3]
- Der Autor des 1 Petr zitiert das Alte Testament zumeist nach der griechischen Übersetzung. Nur 1 Petr 4,8 EU greift offenbar direkt auf den hebräischen Text von Spr 10,12 EU zurück.[4]
- Der Brief klingt zu wenig persönlich; auf die Jesusüberlieferung wird lediglich in traditioneller urchristlicher Sprache hingewiesen (1 Petr 2,22–25 EU). Bei petrinischer Verfasserschaft wäre zu erwarten, dass der Brief exklusive Kenntnisse eines Augenzeugen vermitteln würde.[5]
- Es bestehen inhaltliche Verbindungen zwischen dem 1 Petr und den Paulusbriefen.[6]
- 1 Petr 1,1 EU setzt voraus, dass das Christentum in Kleinasien bereits in verschiedenen Gegenden Fuß gefasst hat.[7]

Gegenargumente sind:
- zur Pseudepigraphie: Diese ist je nach Textgattung mehr oder weniger wahrscheinlich. Bei einer Weisheitsschrift, die unter dem Namen Salomos geschrieben wurde, ist sie anders zu beurteilen als bei einem Brief, der auf die aktuelle Situation einer oder mehrerer Gemeinden Bezug nimmt.[8]
- zum Koine-Griechisch: Petrus stammte aus Bethsaida, einer zweisprachigen griechisch-jüdischen Stadt (das wird noch dadurch unterstrichen, dass sein Bruder Andreas einen griechischen Namen hatte), und er wirkte vermutlich jahrzehntelang in der Griechisch sprechenden Diaspora.[9] Silvanus/Silas, den er als Mitverfasser erwähnt, ist römischer Bürger und sicher griechischsprechend.[10]
- zur Theologie, die der paulinischen nahesteht: Zwischen Petrus und Paulus gab es gegenseitige Wertschätzung und wohl keine wesentlichen theologischen Differenzen. Ihre in Gal 2,11–21 EU erwähnte Auseinandersetzung betraf nicht Gegensätze in der Theologie, sondern deren praktische Umsetzung – Paulus warf Petrus vor, dass er nicht nach seiner Theologie handelte.[11] Die Alte Kirche wusste nichts von einem scharfen theologischen Gegensatz zwischen beiden;[12] erst im 19. Jahrhundert brachte die Theologie diesen Gedanken auf.
- der Brief enthalte Traditionsgut (Paränese, Bekenntnisse, Lieder). Im Text des Briefes gibt es dafür jedoch keine klaren Anhaltspunkte. Zudem findet sich solches Traditionsgut auch in den als echt angesehenen Paulusbriefen.
- die im Brief angesprochenen Christenverfolgungen: Man muss dabei nicht an die Zeit Trajans (um 100 n. Chr.) denken, denn der Brief spricht nicht von einer staatlichen systematischen Christenverfolgung. Punktuelle Christenverfolgungen durch die heidnische Umgebung gab es bereits in den ersten Jahrzehnten nach 30 n. Chr. in mehreren Gegenden des Reiches (zum Beispiel Paulus auf seinen Missionsreisen oder die Neronische Christenverfolgung 64 oder 65 n. Chr.).[13]

### Sekretärshypothese
Neben einem Markus (1 Petr 5,13 ) wird auch ein Silvanus erwähnt (1 Petr 5,12 : „durch Silvanus, den treuen Bruder, habe ich euch, wie ich meine, wenige Worte geschrieben“), der möglicherweise mit dem Paulusbegleiter Silas identisch ist. Von einigen katholischen und evangelikalen Theologen wird daher vermutet, dass Silvanus den Brief im Auftrag des Petrus geschrieben habe (Sekretärshypothese), vielleicht in den letzten Lebensjahren des Petrus.

## Abfassungsort
Mit der Stadt Babylon, die in 5,13  als Abfassungsort angegeben wird, ist möglicherweise Rom gemeint. Es kann sich jedoch auch um eine Metapher für die Diaspora handeln, wie sie seit dem Exil im Judentum verbreitet war.

## Empfänger
Der Brief beginnt mit den Worten:
- Petrus, Apostel Jesu Christi, an die Fremdlinge in der Zerstreuung in Pontus, Galatien, Kappadozien, Asia und Bithynien, die auserwählt sind gemäß der Vorsehung Gottes, des Vaters, in der Heiligung des Geistes, zum Gehorsam und zur Besprengung mit dem Blut Jesu Christi: Gnade und Friede werde euch mehr und mehr zuteil!

Nach Vers 1,1  ist der Brief offensichtlich an die Christen in der Zerstreuung in ganz Kleinasien gerichtet. Nur die südlichen römischen Provinzen, Lyzien, Zilizien und Pamphylien in Kleinasien werden nicht genannt.
Einige Verse, zum Beispiel 2,9  oder 4,3 , weisen auf Heidenchristen als Empfänger hin, eine aus Juden- und Heidenchristen gemischte Leserschaft wird deshalb aber nicht ausgeschlossen. Sie ist sogar wahrscheinlich, da es in Kleinasien viele Judenchristen gab.

## Datierung
Lange wurde die Entstehung des Briefes mehrheitlich auf die Zeit um 90 n. Chr. datiert; heute wird von Exegeten ein Zeitfenster zwischen 90 und etwa 130 n. Chr. angenommen. Bei der Annahme einer tatsächlichen Verfasserschaft des Apostels Petrus wird der Brief auf die Zeit vor oder um 60 datiert.

## Gliederung
- Präskript (1,1–2 EU)
- Proömium (1,3–12 EU)
- Hauptteil
  - Ermahnung zu einem Lebenswandel, welcher der Heiligkeit Gottes entspricht (1,13–25 EU)
  - Leben und Wachsen als Gottes Volk (2,1–10 EU)
- Guter und schöner Lebenswandel (2,11 EU–3,12 EU)
- Die Verheißung und das entsprechende Verhalten gegenüber Außenstehenden (3,13–17 EU)
- Das Leiden und der Weg des Gesalbten als Vorbild für die Gemeinde (3,18–22 EU)
- Die Gemeinde Christi (4,1 EU–5,9 EU)
- Briefschluss (5,12–14 EU)

### Lexikonartikel und Textausgaben
- Norbert Brox: Petrusbriefe I. Der 1. Petrusbrief. In: Theologische Realenzyklopädie 26 (1996), S. 308–319.
- Barbara Aland u. a. (Hrsg.): Novum Testamentum Graecum. Editio critica maior. Band 4: Die Katholischen Briefe. Lieferung 2: Die Petrusbriefe. Teilband 1: Text; Teilband 2: Begleitende Materialien. Stuttgart 2000 (vollständige textkritische Ausgabe).

### Kommentare
- Benedikt Schwank: Der Erste Brief des Apostels Petrus (Geistliche Schriftlesung 20). Patmos, Düsseldorf 1965, 4. Auflage 1986, ISBN 3-491-77120-X.
- Leonhard Goppelt: Der Erste Petrusbrief (= Kritisch-exegetischer Kommentar über das Neue Testament 12,1). 8. Auflage (1. Auflage dieser Neubearbeitung). Vandenhoeck & Ruprecht, Göttingen 1978, ISBN 3-525-51618-5.
- Rudolf Pesch: Die Echtheit eures Glaubens. Biblische Orientierungen: 1. Petrusbrief. Verlag Herder, Freiburg im Breisgau 1980, ISBN 3-451-19039-7.
- Norbert Brox: Der erste Petrusbrief (= Evangelisch-Katholischer Kommentar zum Neuen Testament 21). Benziger, Zürich / Neukirchener Verl., Neukirchen-Vluyn 4., durchgesehene und ergänzte Auflage 1993, ISBN 3-7887-1257-0.
- Uwe Holmer, Werner de Boor: Die Briefe des Petrus und der Brief des Judas. (= Wuppertaler Studienbibel NT 18). Brockhaus, Wuppertal 1994.
- Heiko Krimmer, Martin Holland: Erster und zweiter Petrus-Brief. (= Edition C, Bibelkommentare 20). Hänssler Verlag, Neuhausen-Stuttgart 1994, ISBN 3-7751-1599-4.
- Eduard Schweizer: Der erste Petrusbrief. (= Zürcher Bibelkommentare 15). 4. Auflage, Theologischer Verlag, Zürich 1998, ISBN 3-290-17189-2.
- Karl Hermann Schelkle: Die Petrusbriefe. Der Judasbrief. (= Herders theologischer Kommentar zum Neuen Testament). Herder, Freiburg im Breisgau 2002
- Reinhard Feldmeier: Der erste Brief des Petrus. (= Theologischer Handkommentar zum Neuen Testament 15,1). Neubearbeitung. Evangelische Verlagsanstalt, Leipzig 2005, ISBN 3-374-02323-1.
- Andreas Merkt: 1. Petrus. Teilband 1. Vandenhoeck & Ruprecht, Göttingen 2015, ISBN 978-3-647-53974-4.
- Martin Vahrenhorst: Der erste Brief des Petrus (= Theologischer Kommentar zum Neuen Testament Band 19). Kohlhammer, Stuttgart 2016, ISBN 978-3-17-017959-2,
- Karl-Heinrich Ostmeyer: Die Briefe des Petrus und des Judas (= Die Botschaft des Neuen Testaments). Vandenhoeck & Ruprecht, Göttingen 2021, ISBN 3-7887-3509-0.

### Einzelstudien
- Horst Goldstein: Paulinische Gemeinde im Ersten Petrusbrief. (= Stuttgarter Bibelstudien 80). Verl. Kath. Bibelwerk, Stuttgart 1975, ISBN 3-460-03801-2.
- Reinhard Feldmeier: Die Christen als Fremde. Die Metapher der Fremde in der antiken Welt, im Urchristentum und im 1. Petrusbrief (= WUNT 64). Mohr, Tübingen 1992, ISBN 3-16-145982-2.
- Troy W. Martin: Metaphor and Composition in 1 Peter. SBL Dissertation Series 131. Scholars Press, Atlanta 1992, ISBN 1-55540-665-3
- Rainer Metzner: Die Rezeption des Matthäusevangeliums im 1. Petrusbrief. Studien zum traditionsgeschichtlichen und theologischen Einfluss des 1. Evangeliums auf den 1. Petrusbrief. WUNT 2/74. Mohr, Tübingen 1995, ISBN 3-16-146378-1.
- Jens Herzer: Petrus oder Paulus? Studien über das Verhältnis des ersten Petrusbriefes zur paulinischen Tradition. WUNT 103. Mohr Siebeck, Tübingen 1998, ISBN 3-16-146848-1.
- Karl-Heinrich Ostmeyer: Taufe und Typos. Elemente und Theologie der Tauftypologien in 1. Korinther 10 und 1. Petrus 3. WUNT 2/118. Mohr Siebeck, Tübingen 2000, ISBN 3-16-147308-6.